# The Clique
The Clique (br: Garotas S.A / pt: Firma das Garotas) é um filme de comédia lançado em DVD de 2008, dirigido por Michael Lembeck, baseado na popular série de romance adolescente da autora Lisi Harrison. O filme foi produzido através de Alloy Entertainment e lançado através de empresa de Tyra Banks, Bankable Productions.
As filmagens começaram em fevereiro de 2008 em Rhode Island e terminou em março de 2008.

## Sinopse
Massie Block, com seu belo corte de cabelo, sorriso branco e perfeito e um incrível guarda-roupas, comanda o cenário social da exclusiva Octavian Country Day, uma escola particular para garotas no saudável subúrbio de Westchester Country, em Nova York. O Comitê das Populares, como o grupo de Massie é chamado, inclui a expert em compras, Alicia Rivera, a bela Dylan Marvil, sempre obcecada por tudo que é diet e a inteligentíssima e atlética, Kristen Gregory. Na disputa pelo comando do grupo Massie foi aceita como sua líder. Aí surge Claire Lyons, uma garota recém chegada da Flórida, com noções diferentes de moda e calçando um par de tênis com mais de dois anos de vida. Claramente sem perfil para integrar o Comitê das Beldades.
Infelizmente para ela, sua família está sendo hospedada na gigantesca mansão da família de Massie, sem jeito de evitar o grupo, e querendo muito fazer parte dele, o futuro de Claire parece bem pior do que liquidação em loja de grife. Mas com muita confiança e muitos esquemas, Claire pode ter uma chance!

## Personagens
Massie Block:A patricinha mor do comitê das populares (como seu grupinho é chamado no colégio) e a melhor imagem do "Octavian County Day School", é a melhor amiga de Alicia Rivera, a "segunda no comando". Seus pais são milionários e ela é muito metida, mas no fundo tem um lado bom. Tem um cachorro pug chamdo Bean e um cavalo chamado Brownie, que fica na trilha particular de seu pai. Adora a alta costura e é perdidamente apaixonada por Chris Abeley, mas ele não se mostra muito interessado.
Alicia Rivera: É a segunda no comando e uma fofoqueira nata. É filha de uma ex-super top model chamada Nadia Rivera, por isso é apaixonada por moda, como sua mãe. É a mais madura do grupo e é a melhor amiga de Massie, e, apesar de fofoqueira raramente se mete em confusão.É uma das garotas mais bonitas do grupo,tem um pouco de inveja de Massie porque Massie é a líder e Alicia é a 2ª no comando
Dylan Marvil: Uma ruivinha viciada em comida light e chapéus. Sua mãe é uma apresentadora de um programa de TV muito famoso
(The Daily Grind) chamada Merri-Lee Marvil. No livro não é contado, mas o passatempo favorito de Dylan é arrotar. É a mais engraçada do grupo e a conexão entre o comitê das beldades e o showbiz, pois sua mãe é famosa.
Kristen Gregory: Dita como a mais bonita do grupo por seu lindo cabelo louro,é bolsista no colégio, pois seu pai perdeu o dinheiro que tinha (mas só Claire sabe disso, mesmo ela achando que Massie sabia)e se esforça bastante nos estudos. Apesar de não ser rica, se veste tão bem quanto as suas amigas. É a presidente da Glambition (uma linha de cosméticos que elas mesmas inventaram).
Claire Lyons: Uma garota muito simpática que acaba de se mudar de Orlando para Westchester County. O pai de Claire estudou com o pai de Massie, por isso ele quis acolhê-los em sua casa. É considerada super brega pelo conceito de moda do Comitê das Populares, por usar roupas simples combinadas a um par de Keds com mais de 2,anos.

## Elenco

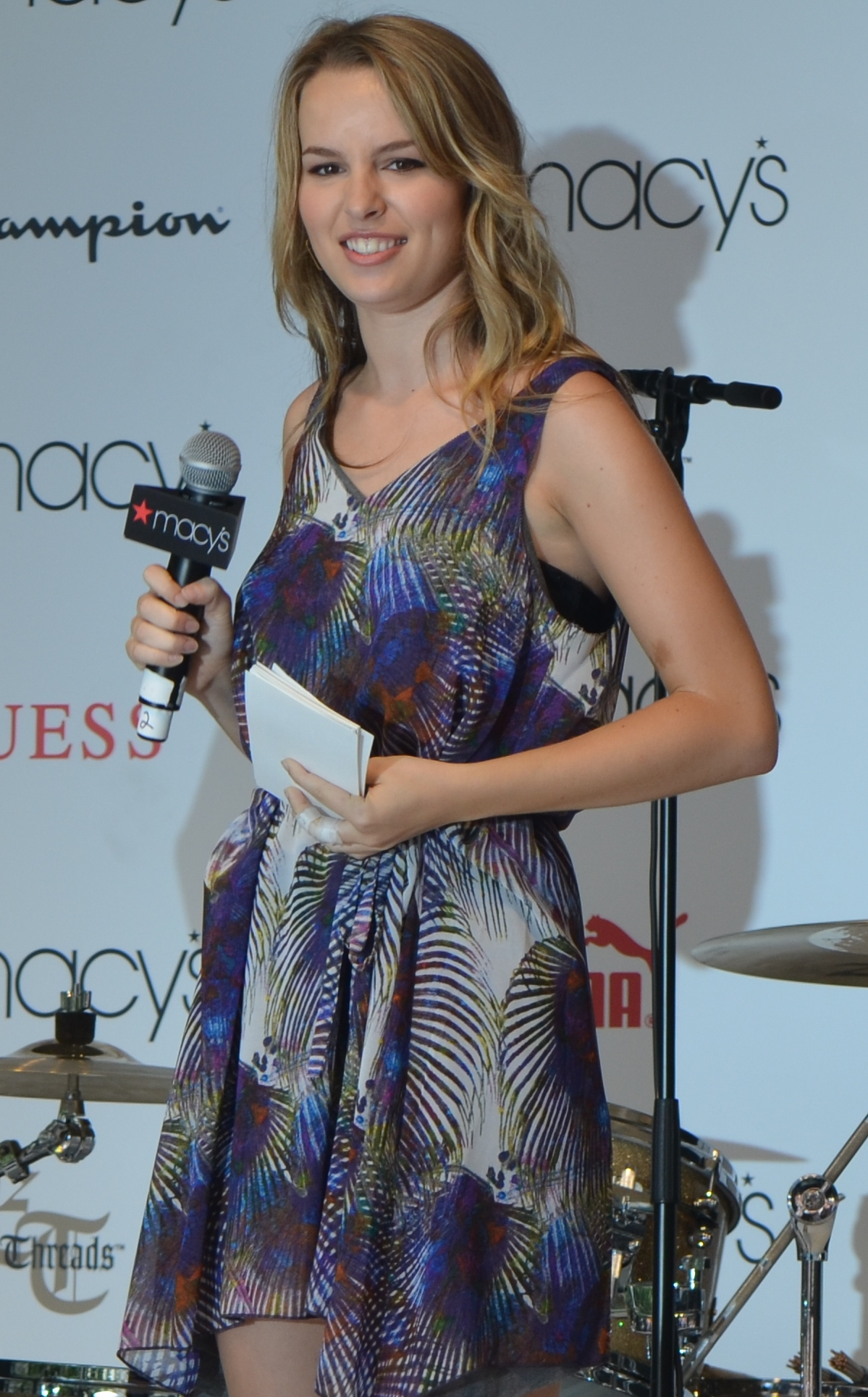
Bridgit Mendler deu vida a protagonista/vilã Kristen Gregory

- Elizabeth McLaughlin como Massie Block
- Ellen Marlow como Claire Lyons
- Bridgit Mendler como Kristen Gregory
- Samantha Boscarino como Alicia Rivera
- Sophie Anna Everhard como Dylan Marvil
- Vanessa Marano como Layne Abeley
- Keli Price como Chris Abeley
- Dylan Minnette como Todd Lyons
- Elizabeth Keifer como Judi Lyons
- Neal Matarazzo como Jay Lyons
- David Chisum como William Block
- Brianna Lanciotti como Kendra Block
- Boris McGiver como Isaac
- Angel Desai como Enfermeira Adele
- Camila Vignaud como Fawn
- Elizabeth Gillies como Shelby Wexler

Sofia Vassilieva era a opção inicial para o papel de Claire The Clique, mas desistiu de participar do filme devido a conflitos de agenda.

## Recepção
Commonsensemedia deu ao filme três estrelas, elogiando a atuação enquanto chamando-o de "materialista".

## Trilha sonora
| N.º | Título                  | Artista            | Duração |  |
| 1.  | "Go"                    | Rebecca Joneny     |         |  |
| 2.  | "Break It Down"         | Free & Easy        |         |  |
| 3.  | "Heaven On Earth"       | Free & Easy        |         |  |
| 4.  | "Hypnotique"            | Free & Easy        |         |  |
| 5.  | "Get Up and Go"         | Alana D            |         |  |
| 6.  | "Ur Perfect"            | Juliet Shatkin     |         |  |
| 7.  | "Look But Don't Touch"  | Juliet Shatkin     |         |  |
| 8.  | "Commit Me"             | Alana D.           |         |  |
| 9.  | "So Dangerous"          | Alana D            |         |  |
| 10. | "Find My Place"         | Samantha Boscarino |         |  |
| 11. | "My Own Band"           | Mellow Dee         |         |  |
| 12. | "What You Say"          | Mellow Dee         |         |  |
| 13. | "Psycho 4 U"            | CanDee Land        |         |  |
| 14. | "That Girl"             | CanDee Land        |         |  |
| 15. | "Get Ur Good Time On"   | CanDee Land        |         |  |
| 16. | "Ayo Ayo"               | Chris Classic      |         |  |
| 17. | "Here With Me Now"      | The Clique Girlz   |         |  |
| 18. | "String Quartet No. 18" |                    |         |  |